# Instructif (cas)
Pour les articles homonymes, voir instructif.
En linguistique, l'instructif est un cas grammatical utilisé par certaines langues, exprimant la manière dont s'accomplit le procès exprimé par le verbe.

## Finnois
En finnois, l'instructif a le sens fondamental de « au moyen de ». C'est un cas relativement rarement utilisé, bien qu'on le retrouve dans certaines expressions couramment utilisées, telles que omin silmin → « de ses propres yeux ».
Il est marqué par un suffixe -n (qui provoque une alternance consonantique) : jalka « pied » → tulin jalan « je suis venu à pied ».
| oma    | omi-    | omin    |
| silmä  | silmi-  | silmin  |
| paljas | paljai- | paljain |
| jalka  | jaloi-  | jaloin  |
| arka   | aroi-   | aroin   |

Lorsque la racine d'un verbe se termine par e, elle devient i dans la flexion, par exemple lukea → lukien ; itkeä → itkien.
En finnois moderne, nombre de ses utilisations instrumentales sont remplacées par le cas adessif, comme dans minä matkustin junalla → « J'ai voyagé en train ».
L'instructif est également utilisé avec les seconds infinitifs verbaux finnois pour signifier « par ...ant », par exemple dans lentäen → « en volant », « en avion » (de lentää = « voler »).

## Estonien
En estonien, le cas instructif (estonien : viisiütlev) existe aussi, mais seulement pour quelques mots. (par exemple : jalgsi → « à pied » (de jalg = « pied »)

## Turc
En turc, le suffixe -le est utilisé à cette fin, par exemple dans Trenle geldim → « Je suis venu en train ».